# Winston Gordon
Winston Gordon (Wandsworth, 9 de noviembre de 1976) es un deportista británico que compitió en judo. Ganó una medalla de bronce en el Campeonato Europeo de Judo de 2006, en la categoría de –90 kg.

## Palmarés internacional
| Campeonato Europeo | Campeonato Europeo  | Campeonato Europeo | Campeonato Europeo |
| Año                | Lugar               | Medalla            | Categoría          |
| ------------------ | ------------------- | ------------------ | ------------------ |
| 2006               | Tampere (Finlandia) | Medalla de bronce  | –90 kg             |